# Matelea dusenii
Matelea dusenii är en oleanderväxtart som beskrevs av G. Morillo. Matelea dusenii ingår i släktet Matelea och familjen oleanderväxter. Inga underarter finns listade i Catalogue of Life.